# La vie continue
Pour plus de détails, voir Fiche technique et Distribution.
La vie continue est un film français de Moshé Mizrahi sorti sur les écrans en 1981.

## Synopsis
Jeanne, mère de deux enfants, perd son mari. Elle rencontre Pierre, abandonné par sa femme.

## Fiche technique
- Titre : La vie continue
- Réalisation : Moshé Mizrahi
- Scénario : Moshé Mizrahi
- Adaptation et Dialogue : Moshe Mizrahi et Rachel Fabien
- Assistant réalisateur : Tony Aboyantz, Christian Bonnet, Claude Villain.
- Images : Yves Lafaye
- Décors : Dominique André
- Montage : Martine Barraqué
- Musique : Georges Delerue
- Son : Serge Deraison
- Production : Cinéproduction S.A et La Société Française de Production Cinématographique .
- Producteur délégué : Lise Fayolle, Giorgio Silvagni.
- Directeur de production : Charlotte Fraisse.
- Distribution : GEF / CCFC .
- Pellicule 35mm, couleur.
- Date de sortie : 23 septembre 1981 (France)
- Durée : 93 minutes

## Distribution
- Annie Girardot : Jeanne Lemaire
- Jean-Pierre Cassel : Pierre Marchand, le commerçant
- Pierre Dux : Max, le vieux marchand de robes
- Giulia Salvatori : Catherine
- Michel Aumont : Henri
- Paulette Dubost : Élisabeth
- Emmanuel Gayet : Philippe
- Rivera Andres : Jacquot
- Michel Fortin : Gérard Lemaire, le mari de Jeanne
- Jean-Jacques Moreau : le joueur de billard
- Max Vialle : François
- Colette Castel : Marie, la sœur de Jeanne
- Jacqueline Doyen : Monique
- Monique Lejeune : Odette
- Marie Fugain
- François Dyrek